# Kogure Daiki
Daiki Kogure (小暮 大器 Kogure Daiki, sinh ngày 17 tháng 5 năm 1994 ở Ryūgasaki, Ibaraki) là một cầu thủ bóng đá người Nhật Bản thi đấu cho Ehime FC.

## Thống kê câu lạc bộ
Cập nhật đến ngày 23 tháng 2 năm 2016.
| Thành tích câu lạc bộ | Thành tích câu lạc bộ | Thành tích câu lạc bộ | Giải vô địch | Giải vô địch | Cúp                   | Cúp                   | Cúp Liên đoàn | Cúp Liên đoàn | Tổng cộng | Tổng cộng |
| Mùa giải              | Câu lạc bộ            | Giải vô địch          | Số trận      | Bàn thắng    | Số trận               | Bàn thắng             | Số trận       | Bàn thắng     | Số trận   | Bàn thắng |
| Nhật Bản              | Nhật Bản              | Nhật Bản              | Giải vô địch | Giải vô địch | Cúp Hoàng đế Nhật Bản | Cúp Hoàng đế Nhật Bản | J. League Cup | J. League Cup | Tổng cộng | Tổng cộng |
| --------------------- | --------------------- | --------------------- | ------------ | ------------ | --------------------- | --------------------- | ------------- | ------------- | --------- | --------- |
| 2013                  | Cerezo Osaka          | J1 League             | 3            | 0            | 2                     | 0                     | 0             | 0             | 5         | 0         |
| 2014                  | Tokushima Vortis      | J1 League             | 13           | 0            | 2                     | 0                     | 4             | 1             | 19        | 1         |
| 2015                  | Cerezo Osaka          | J2 League             | 3            | 0            | 1                     | 0                     | –             | –             | 4         | 0         |
| Tổng cộng sự nghiệp   | Tổng cộng sự nghiệp   | Tổng cộng sự nghiệp   | 19           | 0            | 5                     | 0                     | 4             | 1             | 28        | 1         |